# Bancang (Tragah)
Bancang is een bestuurslaag in het regentschap Bangkalan van de provincie Oost-Java, Indonesië. Bancang telt 780 inwoners (volkstelling 2010).